# Complexe de lancement 19
Le complexe de lancement 19 (en anglais : Cape Canaveral Space Launch Complex 19), dit LC-19, est une aire de lancement située à la base de lancement de Cap Canaveral, en Floride, aux États-Unis.
Le LC-19 a été utilisé par la National Aeronautics and Space Administration (NASA) pour le lancement de toutes les missions habitées du programme Gemini, c'est-à-dire de 1959 à 1966. Elle est désaffectée depuis.